# Sintaxina
Le sintaxine sono una famiglia di proteine di membrana coinvolte nella formazione dei complessi SNARE. 